# 約翰·麥克科恩納切
約翰·史密斯·傑克遜·麥克科恩納切（英語：John Smith Jackson Maconnachie，1985年5月8日—1956年）是一位蘇格蘭職業足球運動員及領隊。

## 生平
麥克科恩納切出生於阿伯丁，早期在本土球會格拉斯哥珀斯郡及喜伯年效力，直至1907年轉投英格蘭球會愛華頓。在1907年9月至1920年4月，麥克科恩納切在英格蘭足球聯賽上陣達245次 ，他接著轉投史雲頓，再增添56次聯賽上陣紀錄 。1922年，他獲瑞典球會佐加頓斯邀請成為主帥，他在1927年至1928年重返英格蘭出任巴羅的領隊。

## 註腳
1. ↑  （英文）. The Official Website of Everton Football Club.   [2012-06-08]. （原始内容存档于2012-09-28）.
2. ↑  （英文）. Swindon-Town-FC.co.uk.   [2012-06-08]. （原始内容存档于2016-03-06）.